# 矽酸鈣板

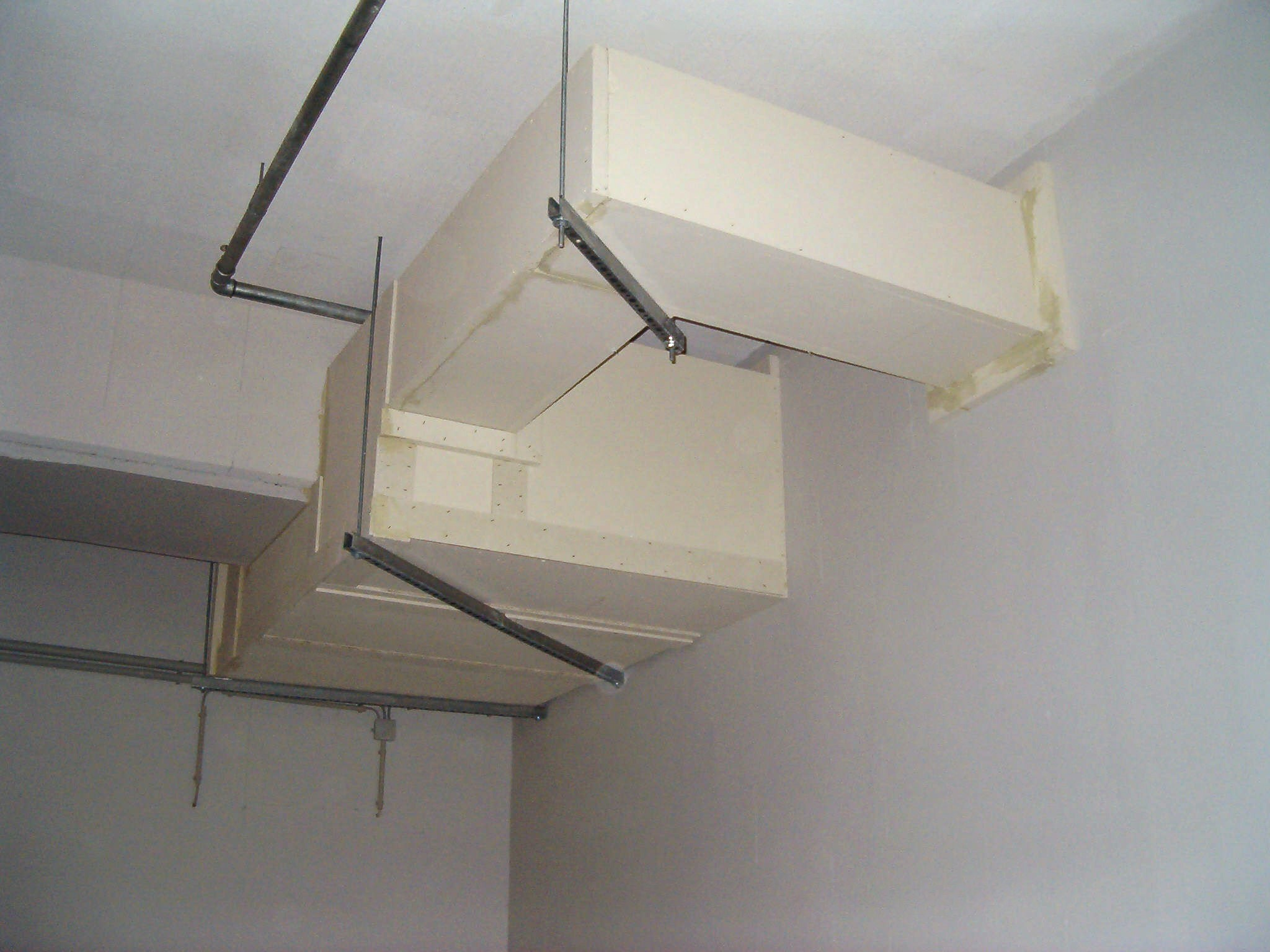
德國使用矽酸鈣板保護範例。

硅酸钙板（英語：calcium silicate）是由石英粉、矽藻土、水泥、石灰、紙漿、玻璃纖維等，經過製漿、成型、蒸養、表面砂光等程序製成的輕質板材。具有優良的防火，防潮，隔音，防蟲蛀，耐久性。是天花板、隔間牆的理想裝飾板材。

## 用途範圍
矽酸鈣板其變化性甚多，可廣泛使用於多用途，如包樑、包柱、二次複合發泡材，蜂巢心材等表層板及二次加工傢俱、裝潢、防火門板、輕鋼架、木架為龍骨做為乾牆使用、明架、暗架及半明架天花板、背襯板。
主要用途是墙体、吊顶、地板、家具、道路隔声、吸声屏障、船舶隔舱和风道等工业用板及吸声墙、吸声顶棚、浇筑墙体、复合墙板的面板等领域。

## 特性

### 優點
- 主要由無機質材料組成，防火／耐燃性能；通過耐燃一級（6mm以上）及防火1小時（9mm以上）檢測。其熱傳導率低，隔熱性好，具有保溫隔熱效果。
- 耐水性與石膏板差不多。長期受潮不變質，適合台灣熱帶型氣候，具有與木材相同之調節機能。
- 材質穩定性極佳，對於溫度及濕度的脹縮變化長期不受影響，對於壁癌具有抵抗性，壽命長。
- 具有相當優異的隔音效果，可有效阻隔46dB值以上之噪音。
- 安裝施工很容易，質輕，可以使用一般木工工具裁切，可以使用自攻螺絲或是矽酸鈣板專用的膨脹螺絲固定於輕鋼架或以上膠，風槍打釘方式固定。
- 目前台灣及日本出產的矽酸鈣板100%不含石棉纖維，不會對人體及環境產生危害。

### 缺點
- 主要由無機質材料組成，所以永不腐爛。
- 矽酸鈣板與氧化鎂板相像，容易搞混。[1]
- 不宜掛重物

## 施工方法
纤维增强硅酸钙板板的安装与固定
1. 根据设计图纸和实际施工情况，对板材进行切割和开孔，必要时现场作倒角，纤维增强硅酸钙板板的两长边都已作好倒角处理，但当墙体高于 244 厘米时，纤维增强硅酸钙板板水平接缝的短边必须现场倒角，以便更好地处理接缝。
2. 在纤维增强硅酸钙板板面上弹线并标出自攻螺钉固定点，同时预钻凹孔（孔径比自攻螺钉头大 1 毫米～ 2 毫米，孔深 1 毫米～ 2 毫米）。自攻螺钉距板边 15 毫米，距板角 5 厘米，自攻螺钉间距 20 厘米 ～ 25 厘米。
3. 隔墙铺板时，一般采用纵向铺设，即板的长边固定于竖龙骨上；板材对接时要自然靠近，不能强压就位；墙体两面的接缝应相互错开，不能落在同一根龙骨上。
4. 固定纤维增强硅酸钙板板时，板与龙骨应作预钻孔，孔径比自攻螺钉直径小 1 厘米，纤维增强硅酸钙板板用自攻螺钉固定，固定时应从板的中间部向周边固定，所有螺钉头均应沉入板面 1 厘米。
5. 安装门窗周围板时，板缝不能落在与地面水平和垂直框龙骨上，以避免门窗的经常开关产生振动而造成板缝开裂。

## 參閱
- 防火
- 石膏
- 珍珠岩
- 矽酸鈣
- 蛭石
- 雲母
- 賽璐璐
- 二氧化矽